# Parque del Centenario (Cartagena)
El Parque del Centenario es un parque ubicado en la ciudad de Cartagena, Colombia.
Diseñado por Pedro Malabet y construido bajo la dirección de Luis Felipe Jaspe Franco, fue inaugurado aún sin terminar (por falta de fondos) el 11 de noviembre de 1911, con motivo del centenario de la independencia y como monumento a los próceres caídos en la revuelta. Jaspe también diseñó su obelisco y tres de las esculturas que coronan las puertas de la entrada sur.